# Magmatismus

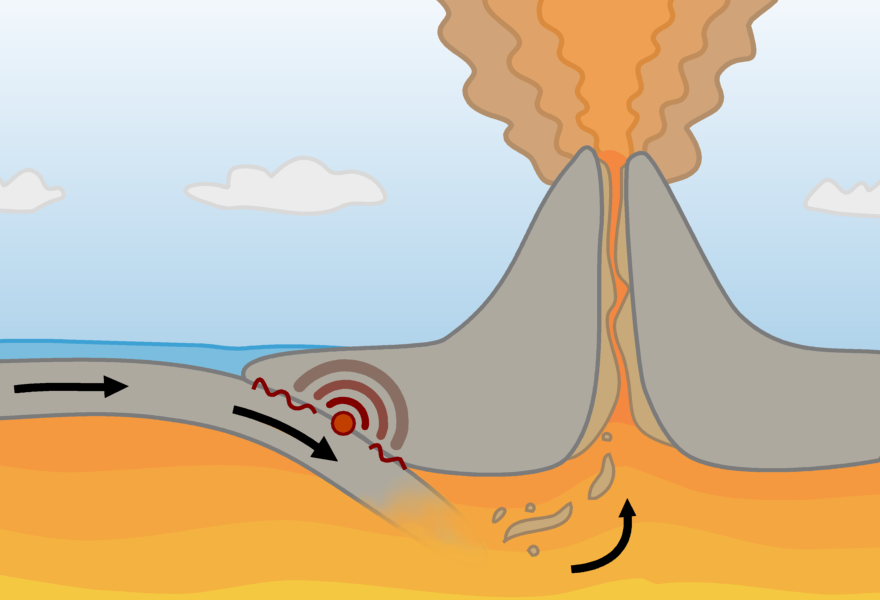
Schéma vzniku vulkanismu nad subdukční zónou

Magmatismus je soubor všech jevů, které souvisejí s pronikáním magmatu ze zemského pláště do zemské kůry a se vznikem vyvřelých (magmatických) hornin.

## Druhy magmatismu
Magmatismus může být:
- Hlubinný = intruzivní (plutonismus, magmatismus v užším pojetí)
- Povrchový = extruzivní (vulkanismus, sopečná činnost)

Blokdiagram s vyobrazením základních typů magmatických (zejm. intruzivních) těles:
1 - lakolit,
2 - malá žíla,
3 - batolit (pluton),
4 - pravá žíla,
5 - ložní žíla,
6 - sopouch,
7 - lopolit

Mezi oběma druhy jsou přechody a často i úzké vztahy. Činnost magmatu úzce souvisí s celkovým tektonickým vývojem zemské kůry, zejména s horotvornými procesy. Zatímco sopečná činnost se projevuje zvláště před začátkem a po skončení hlavních horotvorných fází procesů, spadá hlavní část hlubinného magmatismu právě do období zvrásnění zemské kůry. Horotvorné tlaky vypuzují magma z hlubin k povrchu (pohyb magmatu je však z části též aktivním působením vnitřního napětí), umožňují cestu magmatu tvorbou volných prostor a trhlin v zemské kůře.

### Intruzivní (hlubinný) magmatismus
Magma, které vzniká tavením hornin za vysokých teplot a tlaků ve spodní kůře a svrchním plášti má nižší hustotu než horniny ve stejné hloubce v tuhém stavu, proto postupně vystupuje k povrchu. Pokud magma nedosáhne zemského povrchu, označuje se tento proces jako intruze. Horniny v okolí vyvřelého tělesa se označují jako plášť. Magma přitom přeměňuje (metamorfuje) horniny pláště působením vysoké teploty a pronikáním plynů a par z magmatu do okolních hornin pláště. Tento způsob přeměny se nazývá kontaktní metamorfóza.

### Extruzivní (povrchový) magmatismus
Pojem extruzivní magmatismus či vulkanismus zahrnuje všechny procesy a geologické jevy, které souvisí s výstupem magmatu v podobě lávy na zemský povrch. Může probíhat jak na kontinentech, tak v oceánech a mořích (submarinní vulkanismus). Typickým projevem vulkanismu na zemském povrchu je vznik sopek – vulkánů. Sopečná aktivita může mít povahu relativně klidných výlevů (efuzí) lávy nebo explozí, při kterých dochází k fragmentaci magmatu za vzniku pyroklastik. První cestou vznikají především štítové sopky, druhý způsob vede ke vzniku struskových kuželů. Pokud jsou efuze lávy doprovázeny (či střídány) rozsáhlejšími explozemi, vznikají stratovulkány.

## Magmatická tělesa
Magmatická tělesa jsou:
- Hlubinná (plutonická) – utuhlá v hloubce – např. batolit, pluton, peň, žíla
- Podpovrchová (subvulkanická) – utuhlá v menší hloubce pod povrchem – např. sopouch, lakolit a všechny jeho tvary (cedrový lakolit, fakolit, lopolit a bysmalit)
- Povrchová (vulkanická) – utuhlá na zemském povrchu – např. lávový příkrov, lávová kupa[1][4]